# Tom Guiry
Tom Guiry (Trenton, Nueva Jersey, 12 de octubre de 1981) es un actor de cine estadounidense, famoso por sus actuaciones en Nuestra pandilla, The Mudge Boy y Four Diamonds. Guiry interpreta a Jimmy Donnelly en el programa dramático de la NBC The Black Donnellys.

## Filmografía
- Nuestra pandilla (1993) - Scotty Smalls
- Lassie (1994) - Matthew Turner
- The Last Home Run (1998) - Jonathan Lyle
- All I Wanna Do (1998) - "Frosty" Frost
- Ride with the Devil (1999) - Riley Crawford
- U-571 (2000) - Marinero Ted "Trigger" Fitzgerald, encargado de la radio
- Tigerland (2000) - Pvt. Cantwell
- Scotland, Pa. (2001) - Malcolm Duncan
- Black Hawk Down (2001) - Sgt. Ed Yurek
- The Mudge Boy (2003) - Perry Foley
- Mystic River (2003) - Brendan Harris
- Strangers with Candy (2006) - Matón del instituto
- El prisionero (2007) - Bob
- Steel City (2007) - PJ Lee
- Black Irish (2007) - Terry McKay
- Yonkers Joe (2008) - Joe Jr.
- Kings (2009) - Ethan Shepherd
- Mahjong and the West (2014) - Stewart